# Филиппинское общество композиторов, авторов и издателей
Филиппинское общество композиторов, авторов и издателей (The Filipino Society of Composers, Authors and Publishers, Inc., FILSCAP) — авторское общество в Филиппинах. Общество осуществляет коллективное управление правами публичного исполнения и использования песен в теле-и радио вещании и кино. FILSCAP занимается сбором средств на авторские вознаграждения также и с иностранных филиалов, таких как American Society of Composers, Authors, and Publishers (ASCAP), Broadcast Music Inc. (BMI), Composers and Authors Society of Hong Kong (CASH) и более пятидесяти других организаций. Организация FILSCAP основана в 1965 году. FILSCAP является единственной организацией по коллективному управлению авторскими правами на Филиппинах. FILSCAP обеспечивает постоянным доходом своих членов посредством осуществления следующих мероприятий:
- лицензирование авторских работ
- эффективный сбор средств с пользователей
- точное и своевременное распределение доходов[5]

Филиппинское общество композиторов, авторов и издателей является постоянным членом базирующейся в Париже Международной конфедерации обществ авторов и композиторов (CISAC).  В настоящее время FILSCAP имеет 900 членов и 40 ассоциированных зарубежных обществ, имеет право  лицензировать публичное воспроизведение около 90% популярных защищенных авторским правом отечественных и зарубежных музыкальных произведений на Филиппинах. Лицензиатами FILSCAP являются телевизионные станции, радиостанции, торговые центры, магазины розничной торговли, рестораны, бары, музыкальные гостиные, кинотеатры, салоны, авиакомпании, отели, казино, парки развлечений и др.
FILSCAP является  инициатором усилий по повышению уровня информированности общественности на Филиппинах о значении музыки и необходимости поддержки прав ее создателей.
Филиппины присоединилась к Бернской конвенции 1 августа 1951  года.
В своей работе Филиппинское общество композиторов, авторов и издателей руководствуется Законом об охране авторских прав Филиппин, Бернской конвенцией об охране литературных и художественных произведений и др.